# 水天宮 (東京都中央區)
水天宮（日语：／ Suitengū ?）是位在日本東京都中央區的神社。舊社格為無格社。江戶時代以來，作為安產、求子之神受到人們深厚的信仰，有許多孕婦、求子或平安順產的夫婦前來參拜。
作为福冈县久留米市水天宫的分社，祭神和久留米水天宮同樣是天御中主神、安德天皇、高倉平中宮（建禮門院、平德子）、二位之尼（平時子）。

## 历史
久留米的水天宫是久留米藩历代藩主有马家所崇拜的神社。1818年（文政元年）9月，由第9代藩主有马赖德劝请分灵到位于三田的江户的上屋敷，是为江户水天宫的肇始。尽管位于久留米藩邸之内的神社于理不应对外开放，鉴于江户也有众多的水天宫信仰者，有马家向江户幕府提出申请，希望准允将水天宫向公众开放。在获得默许之后，自此在每月的5日将水天宫对一般民众开放。此后博得了很高的人气，甚至产生了“有人情味的有马水天宫”这样的谚语为人称道。在有马家的账簿中，以“水天宫金”为名记录水天宫的收入（包括赛钱、供奉和贩售物品），安政年间（1854-1860年）达到每年2000两，对财政紧张的有马家来说是非常重要的副业。
1871年（明治4年），有马家上屋敷搬迁至赤坂，当时神社也一同迁座至赤坂，但次年旋即又迁座至中屋敷，即现址。
为了纪念镇座江户200年，神社管理方决定重新改建社殿。2013年3月1日至2016年4月7日期间，作为代替，在日本桥滨町的明治座附近设置了临时神社（假宫）。2016年4月8日起，新社殿启用。
由于历史渊源，江户水天宫的宫司一直是有马家担任。现任宫司为有马家当代家主有马赖央兼任。

## 年间行事
每月1日、5日、15日为月次祭，此外还有按照日期地支确定的“戌之日”和“巳之日”。祈求安产者多在戌之日参拜，巳之日是参拜宝生辩才天的日子。例大祭为5月5日，宝生辩才天的例祭为5月第2个巳之日。其余的行事与其他神社类同。

## 建筑
水天宫整体为一栋建筑，地上6层，地下1层，高约24米，为钢筋混凝土结构。依照功能分为社殿（露天）、等候区、参集殿、停车场等部分。社殿区域位于地上2层，等候区域位于地上2层和3层，参集殿位于4至6层，停车场位于地上1层和地下1层。
水天宫获得了2016年好设计奖。

## 图集

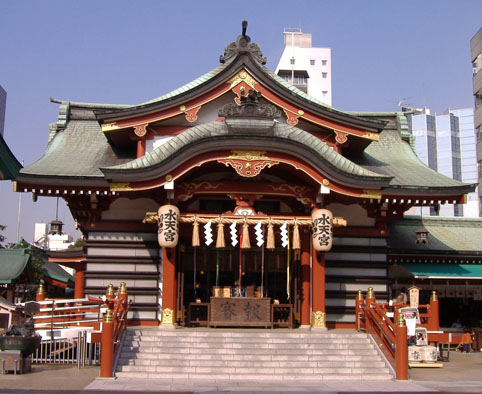
重修前的主殿
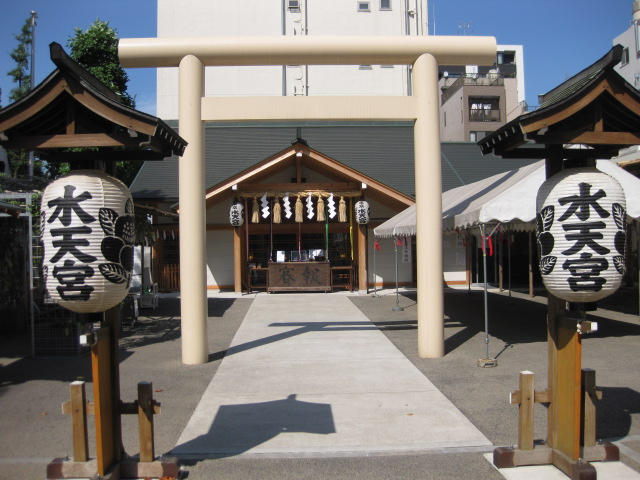
社殿重修期间使用的假宫
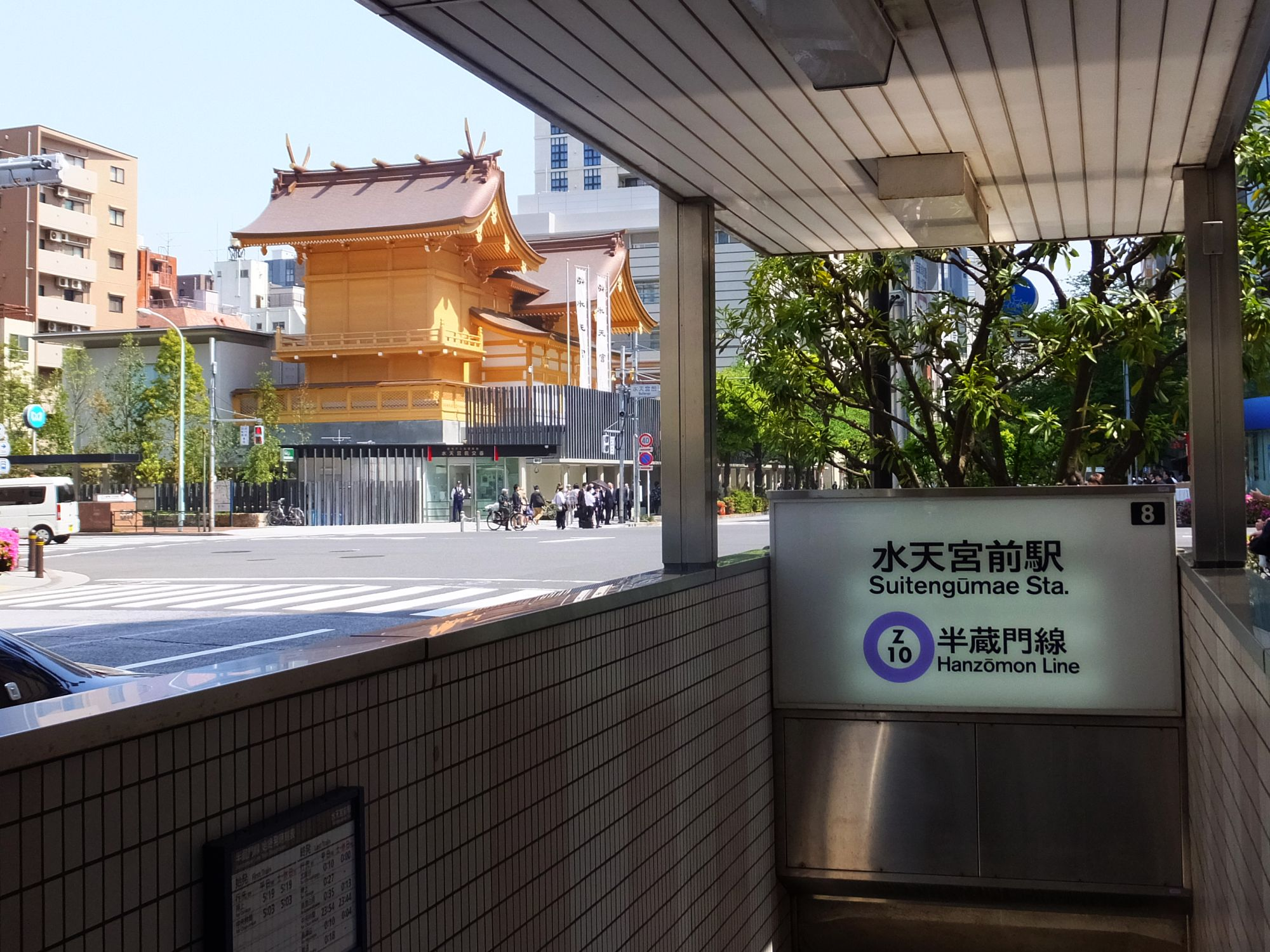
东京地下铁半藏门线水天宫前站8号出口。远处为水天宫
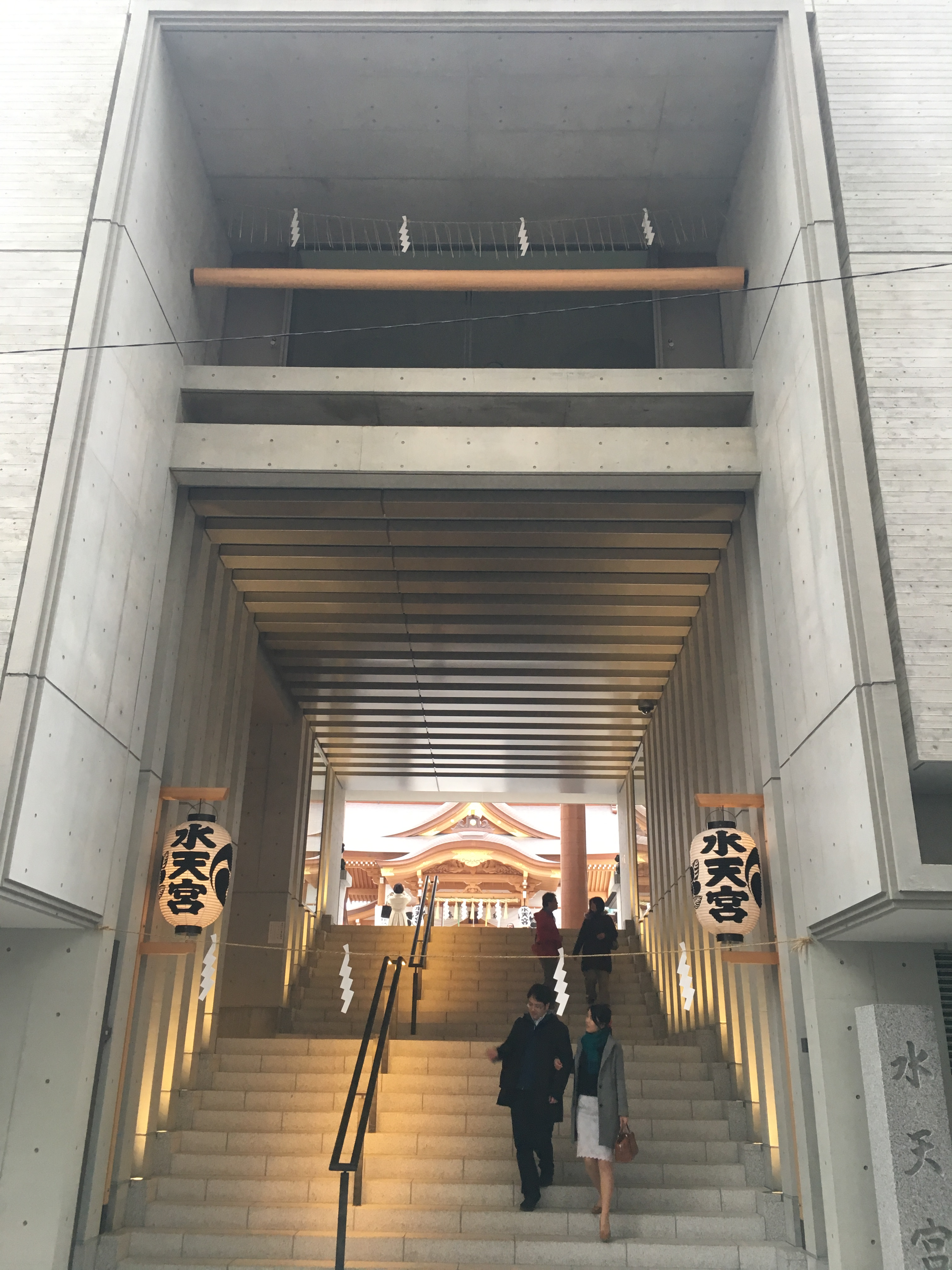
从南侧正门外透过正面楼梯的空间望见的主殿
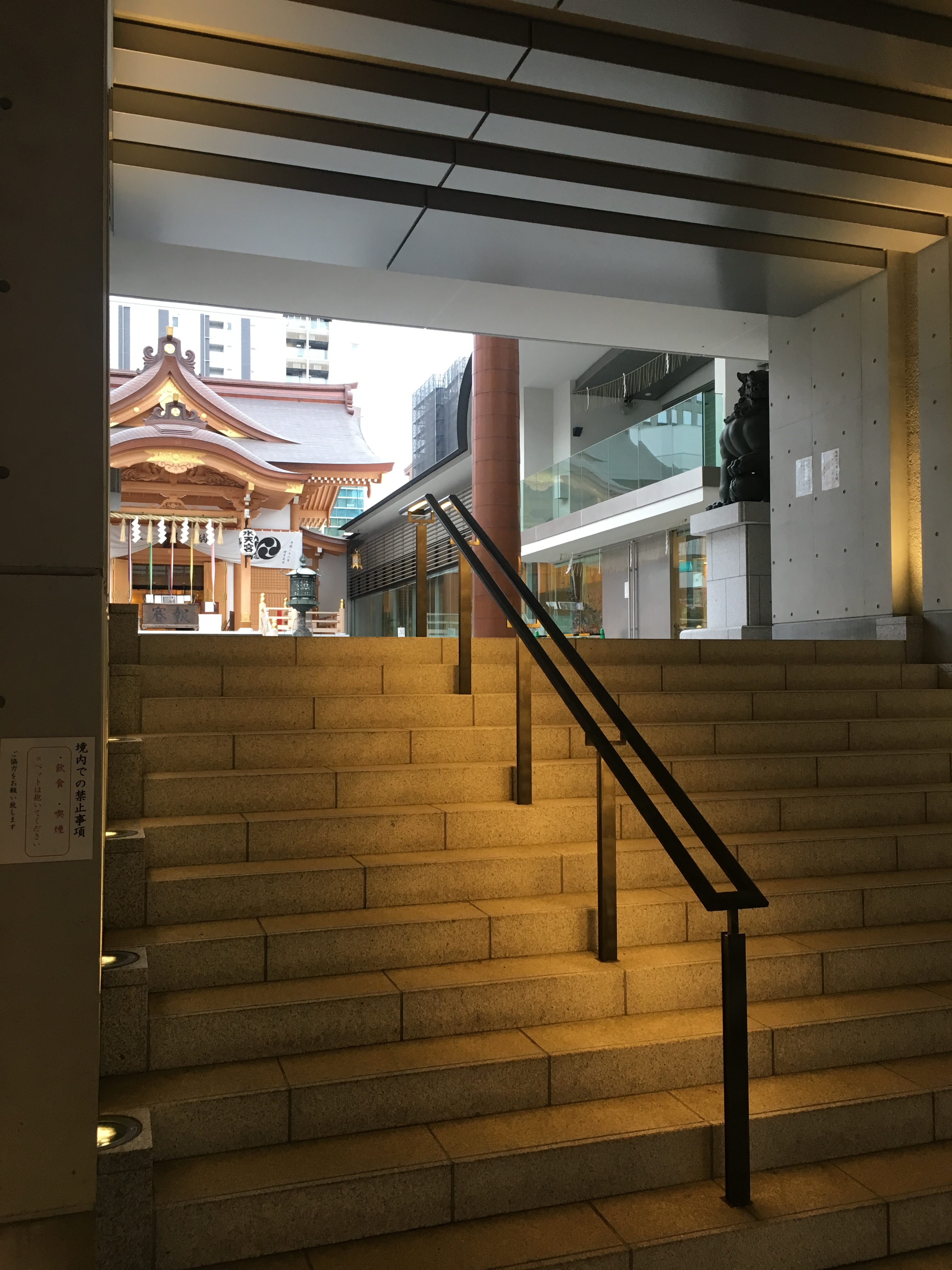
从正面楼梯的半途望向社殿区域
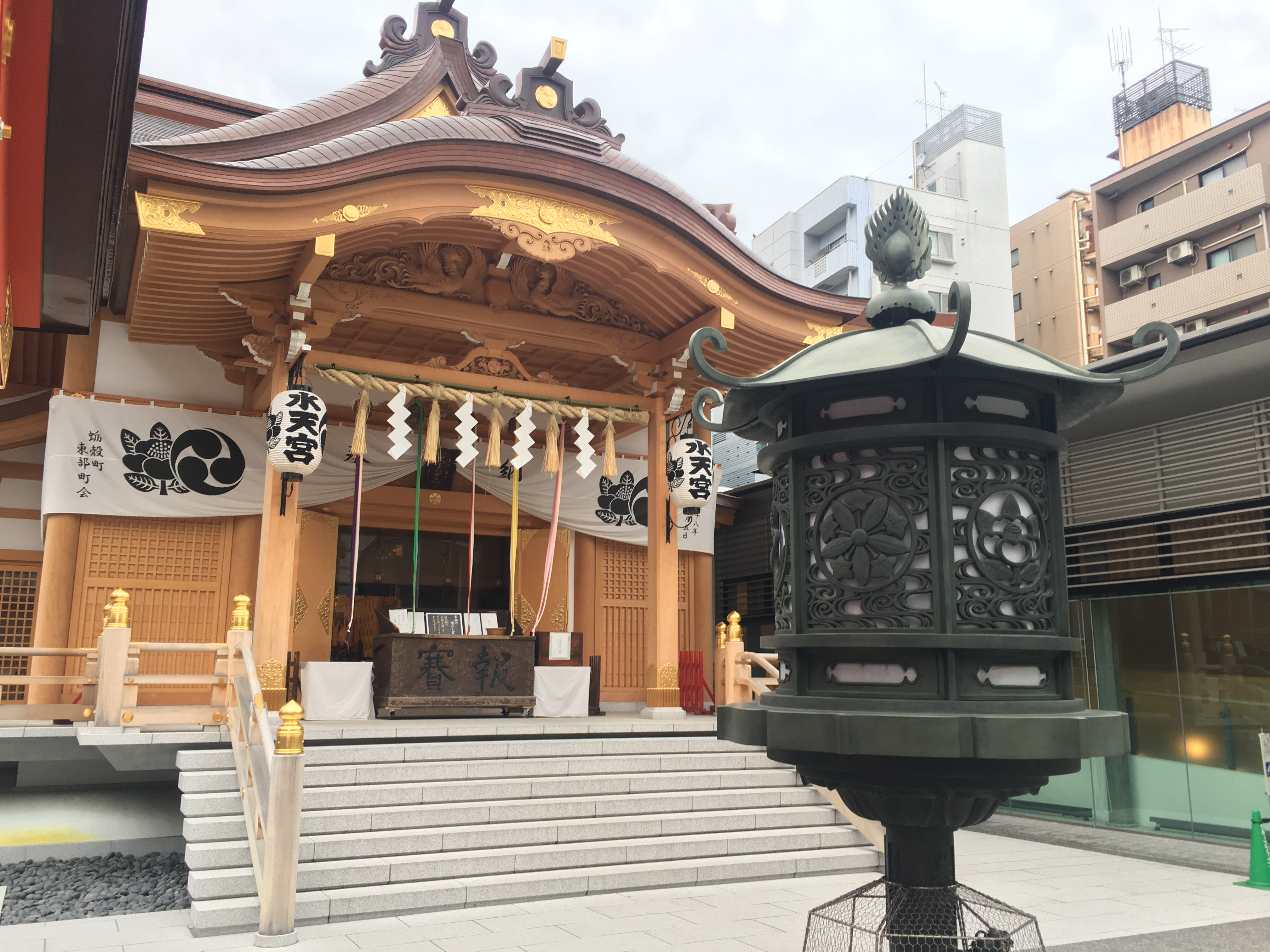
主殿和灯笼。主殿墙壁上的幕布上绘着神社的纹章：左三巴和橘纹。灯笼上的两个纹章，右侧为橘纹，左侧为龙胆车（也是久留米有马家的家纹[7]）。

## 外部連結
- 水天宮 （页面存档备份，存于）